# Gaúcha do Norte
Gaúcha do Norte is een gemeente in de Braziliaanse deelstaat Mato Grosso. De gemeente telt 6.195 inwoners (schatting 2009).